# São Félix do Piauí
São Félix do Piauí este un oraș în Piauí (PI), Brazilia.